# Peine de mort aux Samoa américaines
La peine de mort est une forme juridique de peine dans les Samoa américaines, un territoire non incorporé des États-Unis. Le seul crime punissable de mort est le meurtre au premier degré. Cependant la dernière exécution d'un prisonnier date des années 1930 (la méthode utilisée était la pendaison).
Récemment, le gouverneur Togiola Tulafono a proposé d'abolir la peine de mort pour le remplacer par de la prison à perpétuité sans possibilité de libération.